# Marc Wenske
Marc Wenske (* 23. Juni 1972) ist ein deutscher Jurist. Er ist seit dem 1. Januar 2019 Richter am Bundesgerichtshof.

## Leben und Wirken
Wenske war nach Abschluss seiner juristischen Ausbildung für kurze Zeit als Rechtsanwalt tätig, bevor er 2003 in den Justizdienst der Freien und Hansestadt Hamburg eintrat. Er war zunächst beim Amtsgericht Hamburg-Barmbek und beim Amtsgericht Hamburg eingesetzt. 2005 wurde er hier zum Richter am Amtsgericht ernannt. Von August 2006 bis März 2009 folgte eine Abordnung an das Justizprüfungsamt des Hanseatischen Oberlandesgerichts Hamburg. Daneben war er an das Amtsgericht Hamburg-St. Georg und an das Landgericht Hamburg abgeordnet. 2008 erfolgte die Versetzung an das Landgericht Hamburg. Von April 2009 bis März 2012 war Wenske als wissenschaftlicher Mitarbeiter an den Bundesgerichtshof abgeordnet. Weitere Abordnungen an das Hanseatische Oberlandesgericht folgten von April 2012 bis Februar 2013 und von Februar 2014 bis September 2014. 2014 wurde er zum Richter am Oberlandesgericht ernannt.
Das Präsidium des Bundesgerichtshofs wies Wenske zunächst dem 2. Strafsenat zu und übertrug ihm vornehmlich die Aufgaben eines Ermittlungsrichters. Inzwischen ist er dem 6. Strafsenat zugewiesen.